# 埃爾伍德 (印地安納州)
埃爾伍德（英語：Elwood）是一個位於美國印地安納州麥迪遜縣與蒂普頓縣的城市。

## 人口
根據2010年美國人口普查的數據，埃爾伍德的面積為10.28平方千米，當中陸地面積為10.28平方千米，而水域面積為0.00平方千米。當地共有人口8,614人，而人口密度為每平方千米837.94人。